# Débats sur le droit des contrats en France
Pour un article plus général, voir Droit des contrats en France.
 (janvier 2016).
- Si vous ne connaissez pas le sujet, laissez ce bandeau (vous pouvez alors contacter les auteurs).
- Si vous supprimez le contenu mis en cause (vous pouvez préalablement contacter les auteurs),

argumentez précisément cette suppression dans la page de discussion
(un manque de référence n'est pas un argument ; une recherche réelle de référence doit avoir été effectuée, être formellement documentée).
 (août 2010).
Si vous disposez d'ouvrages ou d'articles de référence ou si vous connaissez des sites web de qualité traitant du thème abordé ici, merci de compléter l'article en donnant les références utiles à sa vérifiabilité et en les liant à la section « Notes et références ».
Le droit des contrats est la discipline juridique consacrée à l'étude des contrats. Le droit des contrats est souvent présenté comme la plus "noble" des matières du droit privé enseignées en France dans les facultés de droit. De nombreux auteurs se sont distingués par leurs travaux en cette matière. Souvent très techniques, les écrits qui lui sont consacrés rebutent généralement les non-juristes en raison de l'emploi fréquent de termes juridiques abscons aux yeux du profane. 
C'est néanmoins grâce aux travaux d'éminents juristes dès le milieu du XIXe siècle que la doctrine a dépassé le  commentaire littéral et l'exégèse article par article des dispositions du Code civil français adopté en 1804 (V. not., l'École de la libre recherche scientifique fondée par François Gény). La doctrine contemporaine vit aujourd'hui encore sur cet acquis fondamental pour la réflexion juridique. 
Dans l'opinion commune des universitaires français, une bonne connaissance de droit des contrats s'avère indispensable à la formation de tout bon juriste. En effet, il n'est pas rare que des contentieux spéciaux très techniques (voire insolubles) ne soient résolus par un recours au droit commun du contrat (V. par ex., la prohibition de la pratique des mères porteuses à partir d'un raisonnement mené grâce à une analyse contractuelle de la relation nouée entre les "parents" et la mère porteuse).

## Les débats
Le droit des contrats apparaît ainsi comme une matière riche de sa tradition. Il n'est pas rare cependant de lire sous la plume des plus éminents des reproches appuyés à l'égard de cette discipline conservatrice. À cela, il est généralement répondu que l'idéologie du Code civil fondée sur la propriété et le contrat s'accommode mal de l'intervention du législateur et autres manifestation de la modernité en droit. Il faut néanmoins nuancer ce propos. L'évolution du droit des contrats depuis le milieu du XXe siècle démontre que la doctrine  et la Cour de cassation ont su développer de concert une approche renouvelée des relations contractuelles. Ainsi, qu'ils approuvent ou rejettent l'intervention massive du législateur et du juge sur l'instrument contractuel, les spécialistes du droit des contrats ont su adapter leurs pratiques et leurs discours.
Les spécialistes du droit des contrats se réjouissent, en majorité, du regain d'intérêt dont le législateur a fait montre dans la période contemporaine. L'outil contractuel, par sa souplesse et par la promotion du pouvoir "créateur" de la volonté individuelle est loué par certains comme offrant une alternative à la réglementation étatique. Pour eux, le contrat constitue l'archétype de l'acte juridique. Sous ces auspices, le contrat apparaît comme la forme la plus achevée de l'auto-régulation des individus. Ainsi, l'idéologie libérale du Code civil démontre-t-elle sa modernité à l'heure où les inspirations libérales guident certaines interventions du législateur. 
À l'opposé, d'aucuns s'inquiètent de ce mouvement, notamment en droit du travail, matière où le principe de faveur s'accommode mal avec la liberté contractuelle. À ce titre, l'éloge du contrat et de la volonté individuelle est parfois reçue comme la manifestation d'une forme de retour à une période antérieure au Code du travail durant laquelle les relations contractuelles entre l'employeur et le salarié n'étaient soumises qu'aux seules dispositions éparses du Code civil intéressant le louage d'ouvrage. Âge d'or de la liberté pour certains, période d'exploitation ouvrière pour d'autres, on apprécie à l'occasion de ce débat à quel point le droit des contrats n'est jamais entièrement disjoint des aspirations politiques et sociales du moment. 
D'une manière quelque peu différente, les tenants du Solidarisme juridique se plaisent à imaginer une troisième voie entre la contrainte étatique et la liberté contractuelle débridée. Servie par quelques grands auteurs et parfois appuyée par certaines décisions de la Cour de cassation, cette vision n'a pas, à l'heure actuelle, permis l'élaboration d'un modèle alternatif à ceux présentés par les tenants de la thèse étatique et les thuriféraires du libéralisme juridique. 
Il faut cependant remarquer que, contrairement à une idée reçue, les interventions du législateur en matière contractuelle ont rarement penché dans le sens d'une libéralisation du contrat. Au contraire, à l'étude du droit de la consommation au droit du travail en passant le droit applicable aux baux, l'œuvre législative de ces 40 dernières années marque par son interventionnisme. En réalité, la rupture semble être consommée entre la (prétendue?) idéologie libérale du Code civil et le droit positif français. (La question de savoir si le législateur de 1804, rédacteur du Code civil, était ou non inspiré par les idées libérales fait encore débat)
Certaines interventions législatives récentes en matière contractuelle laissent néanmoins entrevoir un mouvement opposé (V. par ex. L. n° 2004-391, dite Loi Fillon, partie consacrée à la négociation collective). Ainsi, ces interventions viennent accréditer la thèse d'une contractualisation croissante des relations du travail permise par la négociation d'accords d'entreprise dérogatoires. Par ce biais, les négociateurs d'entreprises (salariés/patronat) peuvent choisir d'écarter certaines dispositions du Code du travail ou des conventions collectives de branche.
Cette évolution vers une extension du domaine de la liberté contractuelle laisse augurer, pour certains, un retour  au contrat et à la technique contractuelle dans la sphère des relations du travail. S'inspirant de la formule de l'auteur américain S. Maine, les partisans de cette évolution prédisent le passage d'un droit marqué par le Statut (représenté par le droit du travail) à une législation laissant les individus régler leur conflit d'intérêts par le Contrat. 
Pour d'autres, il s'agit purement et simplement d'un retour en arrière idéologiquement marqué par un certain libéralisme. Les plus critiques affirment ainsi qu'il est nécessaire, selon eux, de tenir compte des rapports de force entre les individus entre eux afin d'atteindre une meilleure Justice contractuelle. Ainsi justifient-ils les interventions du législateur et du juge appelés à restaurer l'équilibre et la justice contractuelles dans des relations marquées par l'idée qu'il existe une inégalité structurelle entre les partenaires. 
Promesse d'avenir pour certains, retour en arrière pour d'autres, l'avenir dira dans quel sens ira le droit positif en droit du travail, lequel est essentiellement tributaire des alternances politiques. Ainsi,comme à la fin du XIXe siècle, le débat vigoureux en droit des contrats se nourrit  des controverses traversant le droit du travail. Va-t-il se circonscrire à cette seule matière? Une réponse affirmative s'impose pour le moment, car le législateur semble peu enclin à remettre en cause d'autres matières réputées interventionniste comme le droit de la consommation.

## Le défi européen
Néanmoins, au-delà de ce débat, pour un grand nombre de juristes, le grand défi du droit des contrats en ce début de XXIe siècle réside dans la capacité des juristes contemporains à concevoir une réforme du droit des obligations. À l'heure de l'intégration européenne et de la mondialisation, le droit français des contrats apparait, pour certains[Qui ?], techniquement dépassé voire obsolète. Néanmoins, le relatif consensus actuel sur les causes de son inadaptation ne laisse aucunement  place à une unité de point sur les moyens d'y remédier. En effet, si le droit des obligations tel qu'inscrit dans le Code Napoléon demeure inchangé depuis lors pour l'essentiel de ces dispositions, tel n'est pas le cas pour les dispositions relatives au droit de la famille, modifiées de façon importante à partir des années 1970, ou du droit des personnes.  
Ainsi certains proposent de mettre en route la rédaction d'un Code civil européen (en) ou tout le moins d'un Code européen des obligations . En riposte à ce projet, certains objectent que l'Union européenne n'a aucune légitimité politique, ni juridique susceptible d'amener les États à adopter une législation unifiée en matière contractuelle . Toujours selon ces détracteurs, une législation européenne unique en matière contractuelle, applicable sur le territoire de l'Union européenne, serait un facteur de régression et d'inefficacité. Une régression tout d'abord car le droit civil, et au premier chef le droit des contrats, appartiendrait pour ces derniers au patrimoine collectif national, et serait en tant que tel une partie intégrante de l'« identité nationale ». 
À cet égard, le projet de modification du règlement du Conseil du 22 décembre 2000 concernant la compétence judiciaire, la reconnaissance et l’exécution des décisions en matière civile et commerciale, soumis par la Commission européenne en décembre 2010, a fait couler de l'encre. En effet, ce projet proclame, dans l'exposé de ses motifs, que:
«  la procédure de reconnaissance et d'exécution d'une décision dans un autre État membre (« exequatur ») demeure un obstacle à la libre circulation des décisions judiciaires, qui entraîne des coûts inutiles et des retards pour les parties intéressées et dissuade les entreprises et les citoyens de profiter pleinement du marché intérieur »
Le juriste Vincent Heuzé a ainsi pu parler d'« abandon de la démocratie » à propos d'un tel projet de règlement, dans la mesure où l'abandon de la règle d'exequatur au profit d'une reconnaissance automatique des décisions de juridictions étrangères équivaut, selon lui, à un abandon de souveraineté et à faire perdre tout son sens à l'expression selon laquelle les tribunaux disent la justice « au nom du peuple français » (puisqu'ils seraient contraints d'accepter, sans aucun examen d'exequatur, les décisions de juridictions se prononçant au nom, par exemple, de la Reine d'Angleterre...).
Les sceptiques à l'égard d'une telle intégration européenne relèvent en outre que les autres grands ensembles du globe cultivent à l'envi leurs différences en matière de droit des contrats, à l'instar des États fédérés des États-Unis ou du Canada. Selon les opposants à l'idée d'un Code européen, ces pays ne connaissent qu'une forme très "primitive" d'harmonisation du droit des contrats, sans pour autant souffrir de leurs différences méthodologiques et conceptuelles. Mieux, toujours selon ces derniers, il serait avéré que les relations entre ces ensembles seraient d'autant plus harmonieuses et efficaces (sur le plan juridique) que se serait créée une forme de concurrence vertueuse entre systèmes juridiques voisins. 
Selon l'opinion majoritaire des spécialistes de la matière[réf. nécessaire][Qui ?], l'évolution de l'ensemble européen a, et aura dans l'avenir, une grande influence sur le droit des contrats. Certains s'en réjouissent, d'autres y distinguent un danger pour la cohérence de la matière.
En terme quantitatif, l'influence de la législation de l'Union Européenne sur les droits des contrats des États membres est d'ores et déjà considérable. La compétence de l'Union en matière de réglementation du travail ou en matière de consommation amène chaque année le législateur français à transposer un grand nombre de directives modifiant le contenu du droit positif. Les partisans  de l'intégration européenne font néanmoins remarquer que le droit français sert souvent de modèle lors de l'adoption d'un directive ou d'un règlement européen. À l'opposé, les juristes « souverainistes » déplorent l'influence d'une entité extérieure à la Nation.
Ces arguments sont rarement exposés avec une telle crudité, les partisans des deux thèses masquant bien souvent leurs opinions relatives à l'influence européenne derrière des propos volontiers techniques. Néanmoins, là encore, l'influence des idées politiques et sociales marquent leurs influences sur le droit des contrats.

## Auteurs classiques du droit des contrats (France)
- Henri Capitant
- Jean Carbonnier
- Henri Mazeaud et Léon Mazeaud
- Marcel Planiol
- Georges Ripert
- René Demogue
- François Gény
- Louis Josserand